# August Seiffert
Karl August Hermann Seiffert (Potsdam, 14 november 1822 - Den Haag, 23 maart 1894) was een Nederlands muziekpedagoog van Duitse komaf.
Hij was zoon van Ernst August Heinrich Seiffert en Johanna Friederike Hendricks. Hijzelf trouwde, wonende in Montreal, in 1860 in Den Haag met Constance Marie Dorothea Lübeck, dochter van Johann Lübeck en Marie Wilhelmina Seiffert. Zoon Henry Seiffert werd violist en dochter Ernestine Seiffert was alt; de dochter daarvan Gladys was kunstzinnig tekenares. August Seiffert werd begraven op Nieuw Eykenduynen.
Hij was voorbestemd voor een beroep in de medische wereld, maar een studie medicijnen in Berlijn moest vanwege familieproblemen afgebroken worden. Daarop startte hij een studie aan de Muziekschool in Den Haag. Na het afronden van de studie werd hij muziekonderwijzer aan Instituut Noorthey in Voorschoten (1845-1852). Daarna vertrok hij eerste voor een kunstreis naar Zuid-Amerika om zich bij terugkomst te vestigen in Amsterdam. In 1858 waagde hij de oversteek over de Atlantische Oceaan om zich in Canada te vestigen. In 1863 was hij terug in Nederland en werd eerst zelfstandig docent aan genoemde Muziekschool en tussen 1864 en 1889 vaste docent aldaar in muziektheorie, solfège en solozang. Leerlingen van hem waren onder andere Bertrude Kolff, en C. de Nocker, destijds bekend, maar in de 21e eeuw totaal vergeten. Langer bekend waren Geesje Poutsma en Cornélie Meysenheim (1849-1923), die voornamelijk in Duitsland en de Verenigde Staten furore maakte. Tussen 1867 en 1886 was hij voorts dirigent van het koor van de Maatschappij tot Bevordering der Toonkunst, van de Haagse afdeling ervan was hij ook enige jaren directeur.
Hij schreef minstens twee leerboeken:
- De menschelijke stem en het zangonderwijs op physiologischen grondslag
- De toekomst der Hollandsche opera en van haar zangers.

Ook is een aantal composities van het hem bekend:
- opus 12: Zwei Christ. Gesänge mit Pianoforte (Abendlied en Frülingslied)
- Herbstlied voor twee sopranen en alt
- Impromptu voor piano

Verder nog liederen, duetten en theoretische en praktische zangoefeningen.